# (6601) Schmeer
(6601) Schmeer est un astéroïde de la ceinture principale.

## Description
(6601) Schmeer est un astéroïde de la ceinture principale. Il fut découvert le 7 décembre 1988 à Kushiro par Seiji Ueda et Hiroshi Kaneda. Il présente une orbite caractérisée par un demi-grand axe de 2,37 UA, une excentricité de 0,24 et une inclinaison de 2,3° par rapport à l'écliptique.